# Glemham Hall
Glemham Hall est une demeure seigneuriale élisabéthaine, située sur environ 120 ha de terrain de parc à la périphérie du village de Little Glemham dans le Suffolk, en Angleterre. Il s'agit d'un bâtiment classé Grade I, appelé aussi Little Glemham Hall.

## Histoire

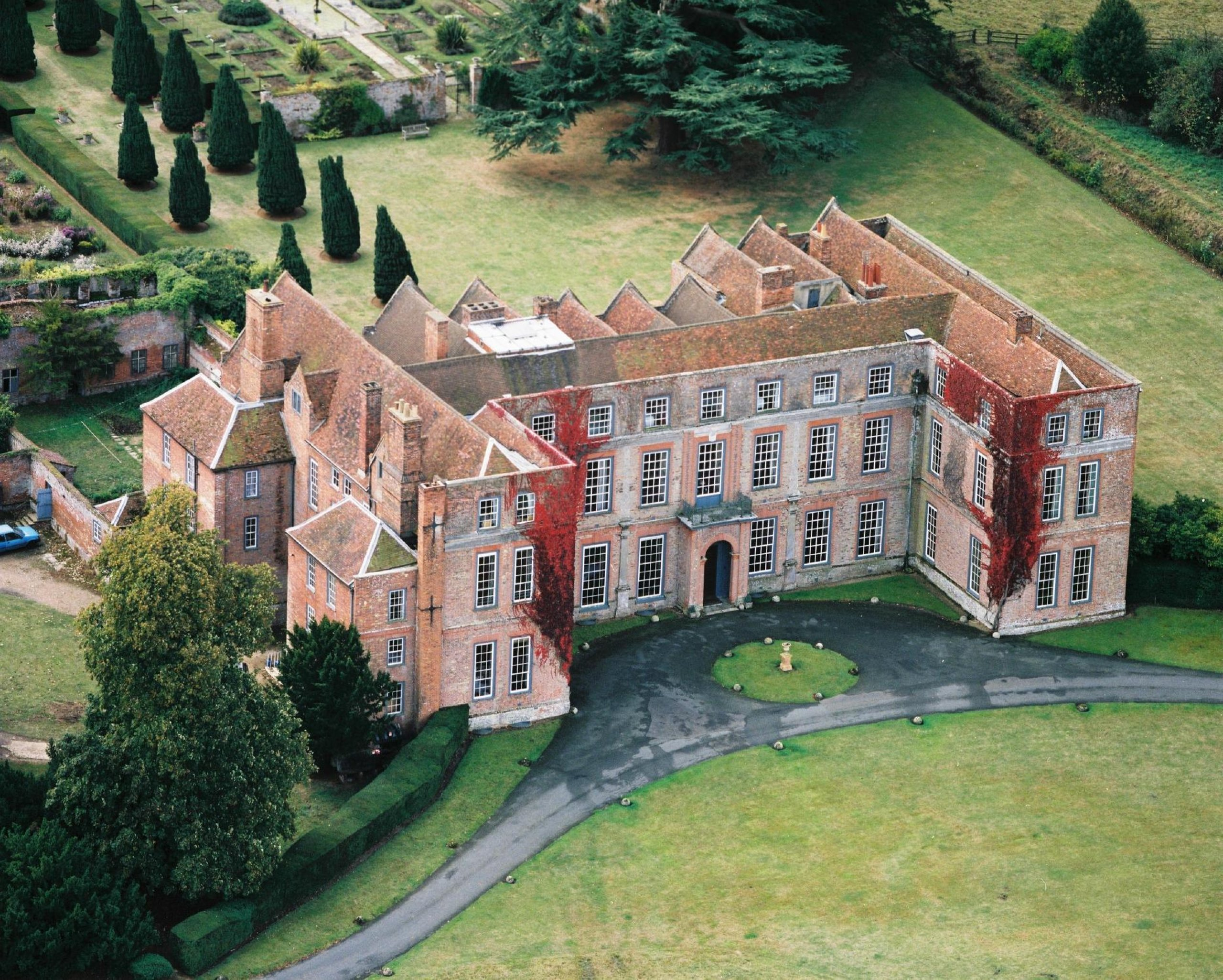
Glemham Hall, d'en haut

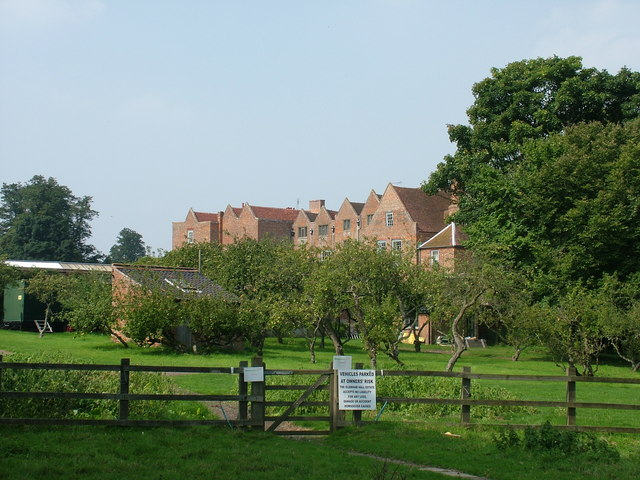
Glemham Hall, vue arrière

Elle est construite vers 1560 par la famille De Glemham. Elle est achetée par Francis North, 2e baron Guilford de la famille North en 1709, dont l'oncle Dudley North a auparavant acheté la seigneurie du manoir de Little Glemham and Banyards ; et entre 1712 et 1720 des changements structurels majeurs sont apportés à la façade, lui donnant l'aspect géorgien global reconnu aujourd'hui.
En 1791, Humphry Repton produit des plans pour le parc et commente la maison en forme de H dans ses œuvres. A cette époque, le propriétaire est Dudley Long North. North est un homme politique et aussi un mécène de George Crabbe, qui détient des bénéfices à Parham et Great Glemham, et Crabbe rencontre Charles James Fox et Roger Wilbraham à (Little) Glemham Hall. Crabbe vit à Great Glemham Hall, une propriété différente appartenant à North non loin de là, pendant quelques années à partir de 1796.
Dans la dernière partie du XIXe siècle, la maison est la résidence du député Alexander George Dickson. Elle est achetée par la famille Cobbold en 1923 entre les mains desquels elle est depuis. Le propriétaire actuel est Philip Hope-Cobbold, un Cobbold du côté de sa mère.